# 昂皮雷
昂皮雷（法語：Empuré，法語發音：[ɑ̃pyʁe]）是法国夏朗德省的一个市镇，属于孔福朗区。

## 地理
昂皮雷（46°1'21"N, 0°3'6"E）面积8.37 平方千米，位于法国新阿基坦大区夏朗德省，该省份为法国西部内陆省份，北起德塞夫勒省和维埃纳省，东临上维埃纳省，东南至多尔多涅省，南至多爾多涅省，西接滨海夏朗德省。
与昂皮雷接壤的市镇（或旧市镇、城区）包括：布雷特、拉马格德莱娜、派宰诺杜安-昂布里、维勒法尼昂。

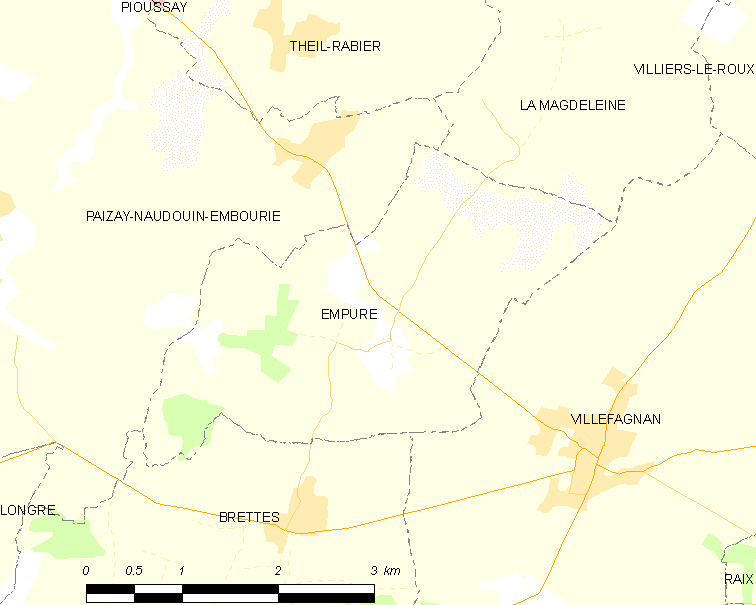
昂皮雷的OSM定位图

昂皮雷的时区为UTC+01:00、UTC+02:00（夏令时）。

## 行政
昂皮雷的邮政编码为16240，INSEE市镇编码为16127。

## 政治
昂皮雷所属的省级选区为夏朗德北县。

## 人口

1962-2008年间昂皮雷人口变化图示

昂皮雷于2022年1月1日时的人口数量为96人。